# Мона (річка у Норвегії)
Мона (норв. Måna/Måne) — річка у комуні Тінн у фюльке Вестфолл-ог-Телемарк, що в Норвегії. Річка довжиною 32 км протікає з озера Месватн через долину Вестфіордален та селище Рюкан до озера Тінншо близ села Міланд. Є частиною Шієнського водозбору.
Загальний перепад висот річки (від Месватну до Тінншо) — 727 м, з урахуванням водоспаду Рюканфоссен, що є місцевою туристичною пам'яткою. На  Моні збудована система гідроелектростанцій, що сумарно в середньому на рік виробляють 2237 гВт⋅год. Найбільші з них — Веморк і Согейм.